# تريفارتن (أنغلزي)
تريفارتن (بالإنجليزية: Trefarthen)‏ هي منطقة سكنية تقع في ويلز في أنغلزي.